# Annales de Bambou
Pour les articles homonymes, voir Annales (homonymie).
Les Annales de Bambou (chinois simplifié : 竹书纪年 ; chinois traditionnel : 竹書紀年 ; pinyin : zhúshū jìnián ; EFEO : Tchou-Chou-Ki-Nien) sont une chronique historique rédigée sur lamelles de bambou (d’où leur nom) vraisemblablement dans le pays de Wei ; elles couvrent une période s’étendant de l’Antiquité (Huangdi ou dynastie Xia) à -299. À partir du VIIIe siècle av. J.-C. (règne de Zhou Pingwang 周平王), il s’agit des Annales de Jin, puis à partir du Ve siècle av. J.-C., de Wei. 
Découverte entre 279 et 281 sous la dynastie Jin dans la tombe d’un roi de Wei en même temps que d’autres textes, dont la Chronique du Fils du Ciel Mu, elle était rédigée en caractères locaux et non en sigillaires Qin, et fut retranscrite non sans difficultés et incertitudes. Le texte d’origine et la retranscription annotée de la bibliothèque impériale avaient disparu au début des Song. 
Elle présente avec les autres sources historiques pré-impériales (Shujing, Chunqiu) à la fois des ressemblances et des divergences, ainsi qu’une datation différente de celle du Shiji. Elle a donc très tôt attiré l’attention des historiens et continue d’être à la fois une référence importante pour l’histoire de la Chine archaïque, à l’égal du Shiji, et un objet de débats. Pour compliquer le tableau, il en existe deux versions : l’une (« version ancienne » Guben zhushujinian 古本竹書紀年), reconstituée à partir du milieu des Qing d’après les extraits cités dans d’autres ouvrages, généralement considérée comme fidèle à la version perdue ; l’autre, (« version moderne » Jinben zhushujinian 今本竹書紀年), apparue entre la fin des Yuan et le milieu des Ming, qui semble être une tentative de reconstitution maladroite et peu fiable, mais cette position est débattue. La version ancienne a été retenue comme l’une des références pour le projet d’établissement d’une chronologie définitive Xia-Shang-Zhou. 
Du fait que la tombe se trouvait dans le comté de Ji (汲) au Henan, l’ouvrage est également connu en chinois sous le nom de Chroniques du tombeau de Ji (Jizhong jinian 汲冢紀年 ; Jizhong guwen 汲冢古文 ou Jizhong shu 汲冢書).

## Historique
Sous les Jin en l’an 2 de l’ère Taikang (太康 280-289) , un pilleur de tombe nommé Buzhun (不准) pénètre dans le tombeau d’un ancien roi de Wei, situé dans l’actuel comté de Ji (汲县) au Henan. Dans la tombe se trouvent de nombreuses lamelles de bambou portant des inscriptions ; le voleur en aurait brûlé une partie pour s’éclairer. L’affaire s’ébruite et les écrits sont récupérés. L’empereur Wudi met son secrétaire principal Xun Xu (荀勖) chargé de la transcription. Les caractères utilisés diffèrent des sigillaires Qin plus familiers ; en raison des incertitudes, une relecture est requise de Wei Heng (衛恆), spécialiste des textes antiques. Malheureusement, en raison des troubles politiques, il est assassiné avant d’avoir pu achever le travail ; Shu Xi (束皙) prend sa suite. Nombreux sont ceux qui se penchèrent sur le texte : Qian Yun (谴勋), Zhang Zhou (张宙), Chuan Zan (傅瓒), Wang Jie (王接), Wang Tingjian (王庭坚), Pan Tao (潘滔), Zhi Yu (挚虞), Xie Heng (谢衡), Xu Xian (续咸) et indirectement Du Yu (杜预). 
La redécouverte de ces annales remet à la mode les termes chunqiu ou ji pour les chroniques : le Livre des Jin lui-même sera connu comme Jinji (晋纪 Annales des Jin) jusqu’aux Tang où le nom sera changé en Jinshu (晉書 Livre des Jin). L’original disparait vraisemblablement avant les dynasties du Nord et du Sud ; la transcription annotée de la bibliothèque impériale, encore présente à l’ère Kaiyuan (712-730) des Tang, est absente du catalogue des Song.
À l’ère Jiaqing (嘉庆 1796-1820) de la dynastie Qing, Zhu Youzeng (朱右曾) entreprend de rechercher les extraits épars dans d’autres livres et rédige Restes authentiques des annales du tombeau de Ji (Jizhongjinian cunzhen 汲冢纪年存真). Une version circulant depuis la fin des Yuan ou le milieu des Ming est en effet rapidement soupçonnée de ne pas être authentique. Wang Guowei (王国维) approfondit le travail de Zhu Youzeng (Guben zhushujinian jixiao 古本竹书纪年辑校), que Fan Xiangyong (范祥雍) complète (Guben zhushujinian jixiao dingbu). Une dernière révision est faite en 1981 par Fang Shiming (方诗铭) et Wang Xiuling (王修龄) (Guben zhushujinian jizheng 古本竹书纪年辑证).

## Contenu
En tant que document parvenu directement des Royaumes combattants au IIIe siècle sans passer par la censure de Qin Shihuang ou l’interprétation Han, les Annales de bambou ont été reconnues très tôt comme l'une des deux sources principales concernant l’histoire ancienne avec le Shiji ; les deux ouvrages ont dû puiser en partie aux mêmes sources (Shujing entre autres). Sous les Qing, Zhu Youzeng utilisa les Annales pour compléter le Shiji.
Il y eut dès le début des incertitudes concernant certains points. Ainsi, l’identité de l’occupant du tombeau est selon Xun Xu et Wei Heng le roi Xiang de Wei (魏襄王), mais le roi Anxi (安釐王) selon Wang Yin (王隐) ; certains proposent le roi Ai (魏哀王) qui n’est mentionné que dans le Shiji. D’autre part, selon He Jiao (和峤), qui semble avoir fait la retranscription pour Xun Xu, la chronologie commence avec Huangdi, mais selon d’autres comme Du Yu elle débute avec la dynastie Xia ; Huangdi pourrait être un complément ajouté par les transcripteurs, ce qui serait conforme aux habitudes de l’époque.  
Des différences et similitudes avec le Shujing, le Chunqiu et le Shiji furent vite remarquées. La datation semble suivre le calendrier dit « des Xia », et les généalogies diffèrent en certains points de celles du Shiji. Dans le cas d’une différence concernant les Shang, les Annales de bambou sont plus conformes aux jiaguwen que l’ouvrage historique des Han. La partie concernant les Xia est nettement plus développée que dans le Shiji. Une différence importante avec les sources classiques est que les successions s’y font souvent au moyen de meurtres et d’usurpations, alors que dans les classiques confucéens elles sont présentées comme paisibles. On peut donner en exemple les relations du roi Taijia (太甲) et des Shang et de son ministre Yi Yin (伊尹). Selon les classiques confucéens, Yi Yin emprisonne ou exile Taijia qui avait enfreint les règles des Shang jusqu’à ce qu’il s’amende, puis lui rend son trône. Selon les Annales de bambou, Yi Yin usurpe le pouvoir et exile l’ancien roi, mais celui-ci revient avec des troupes, tue Yi Yin et met ses fils Yi Zhi (伊陟) et Yi Fen (伊奮) chargé du clan Yi. Yi Yin est l’un des personnages non ancestraux à qui les Shang adressaient des sacrifices. 
D’un autre côté, Du Yu est le premier à remarquer la nette similitude avec la version Zuozhuan (佐傳) du Chunqiu. Ce fait semble confirmer la nature plus historique du Zuozhuan par rapport au Gongyang (公羊傳) plus mystique et ésotérique, si prisé sous les Han par les partisans du « nouveau texte » comme Dong Zhongshu. Néanmoins, le texte des Annales de bambou ne présente pas les précautions de langage confucéennes du Zuozhuan.

## Version moderne
La nouvelle version apparait entre la fin des Yuan et le milieu des Ming. Elle fut considérée comme non authentique dès les Qing, entre autres en raison du fait qu'on y trouve une datation  en années du roi Zhou ; Yao Zhenzong (姚振宗) proposa un certain Fan Qin (范钦) de l’ère Jiajing (嘉靖 1521-1566) comme auteur. Néanmoins, le Lushi (路史•国名纪) de Luo Mi (罗泌) du début des Song du Sud en contient des passages, elle pourrait donc avoir été rédigée plus tôt. Quelques spécialistes, comme Chen Li (陈力) de l’université du Sichuan et des sinologues américains estiment que cette version ne peut pas être rejetée à la légère. E. Shaughnessy, par exemple, soutient qu’il s’agit pour l’essentiel du texte découvert au IIIe siècle, et qu’il y aurait eu en fait deux annales dans la tombe, l’une ne traitant que des États de Jin et de Wei, l’autre des Xia, Shang et Zhou ; elles auraient été mélangées lors des transcriptions. D. Nivison estime quant à lui que la partie s’étendant de 1558 ou 1554 à 771 av. J.-C. (du roi Cheng Tang des Shang au roi You Wang des Zhou) est authentique.

## Littérature
- (en) Nivison, David S., 'Chu shu chi nien' in: Early Chinese Texts. A Bibliographical Guide (Loewe, Michael, ed.) p. 39-47, Berkeley: Society for the Study of Early China, 1993,  (ISBN 1-55729-043-1).
- (en) Shaughnessy, Edward L., 'The Editing and Editions of the Bamboo Annals', in: ibid, Rewriting Early Chinese Texts, Albany (State University of New York Press) 2006,  (ISBN 0-7914-6643-4).
- (en) Nivison, David S., (倪德衛), The Riddle of the Bamboo Annals (竹書紀年解謎), Taipei (Airiti Press Inc.) 2009,  (ISBN 978-986-85182-1-6). Pour le livre sanmin.com.tw, Airiti Press, Amazon, ebook, un résumé écrit par Nivison lui-même ici.
- (zh-TW)SHAO, Dongfang, (邵東方), Critical Reflection on Current Debates about The Bamboo Annals, Taipei (Airiti Press Inc.) 2010,  (ISBN 978-986-85182-9-2). Pour le livre Airiti Press, Sanmin.com.tw or Ebook.
- (en) Nivison, David S., 'The Dates of Western Chou', in: Harvard Journal of Asiatic Studies 43 (1983) p. 481–580.
- (en) Nivison, David S., The Key to the Chronology of the Three Dynasties. The "Modern Text" Bamboo Annals, Philadelphia (Department of Asian and Middle Eastern Studies, University of Pennsylvania) 1999, Sino-Platonic Papers 93. ici pour un résumé.
- (en) Shaughnessy Edward L., 'On the Authenticity of the Bamboo Annals', in: Before Confucius. Studies in the Creation of the Chinese Classics, Ithaca (SUNY Press) 1997,  (ISBN 0-7914-3378-1), p. 69–101, Clik ici.:Aussi publiée en: Harvard Journal of Asiatic Studies vol. 46 (1986), p. 149–180.